# 刘佃
刘佃（1519年—？），字仲有，號吾南，江西吉安府庐陵县民籍安福縣人，明朝政治人物。进士出身。

## 生平
正月二十一日生，江西乡试第八十六名举人，嘉靖二十三年（1544年）甲辰科会试第一百二十八名，二甲六十二名進士。初授武定州知州，擢升工部虞衡司员外郎，升郎中，歷官福建建宁府知府。升山东按察司驿传道副使，晋福建布政司参政，隆慶元年（1567年）二月，由福建按察使升任福建右布政使。二年正月升湖广左布政使，五年正月考察以不謹冠帶閑住。

## 家族
曾祖刘景隆，遇例冠帶。祖父刘梃，號朴斋，遇例冠帶。父刘眆，號白石，训导，封奉直大夫。母王氏，贈太宜人。重庆下。兄劉偲、弟刘僴、劉位。